# Parafia św. Katarzyny w Strachocinie
Parafia św. Katarzyny w Strachocinie – parafia rzymskokatolicka w dekanacie Jaćmierz, w archidiecezji przemyskiej.

## Historia
10 maja 1369 roku król Kazimierz Wielki wydał przywilej lokacyjny Strachociny na rzecz braci Piotra i Grzegorza z Kunowej. W 1390 roku dziedzic z Jaćmierza Fryderyk Myssnar (Meisnansis) i Pakosz z Pakoszówki uposażyli kościół na granicy wsi i została erygowana parafia za pozwoleniem króla Władysława Jagiełły. W 1438 roku podczas sporu dziedzica z plebanem - ks. Jan został zamordowany, a kościół podpalony. W 1523 roku fundację kościoła potwierdził król Zygmunt I Stary. W 1610 roku bp Stanisław Sieciński konsekrował kolejny kościół. W 1624 roku Tatarzy spalili plebanię z proboszczem i wieś. W 1698 roku podczas wichury powalony stary Dąb, uszkodził dach i ściany kościoła. W 1712 roku kościół naprawiono, ale w 1745 roku rozebrano. 
W latach 1746–1750 zbudowano nowy kościół kosztem ks. kan. Franciszka Dutkiewicza. 20 lipca 1756 roku bp Wacław Hieronim Sierakowski konsekrował kościół. W 1900 roku zbudowano obecny murowany kościół w stylu neogotyckim, według projektu arch. Wilhelma Szomka. 25 listopada 1903 roku ks. kan. Bronisław Stasicki poświęcił kościół, a 2 czerwca 1912 roku bp Karol Józef Fischer dokonał konsekracji kościoła. 
W 1938 roku w parafii było 2 046 wiernych w miejscowościach: Strachocina, Jurowce, Kostarowce, Pakoszówka, Srogów Dolny i Srogów Górny. Od 2013 roku obszar parafii obejmuje samą Strachocinę.
Na terenie parafii jest 1 065 wiernych.
W parafii posługują siostry zakonne ze Zgromadzenia Sióstr Franciszkanek Rycerstwa Niepokalanej.
Proboszczowie parafii:
1484–1486. ks. Stanisław Białek.
1486–?. ks. Mikołaj.
?–1519. ks. Andrzej Krakowski.
1519–?. ks. Mikołaj.
?–1529. ks. Stanisław.
1534–1563. ks. ks. Stanisław (syn Mikołaja).
1563–1567. ks. Jan Giżowski.
1567–1574. ks. Jan Raczkowski.
1574–1589. ks. Jan Racławski.
1589–1593. ks. Wawrzyniec Gardecki.
1600–1624. ks. Adam Maystroga.
1624–1635. ks. Jakub Maystroga.
1635–1637. ks. Albert Maleri.
1637–1641. ks. Jakub Biskupski.
1642–1647. ks. Marcjan Pałuski.
1647–1660. ks. Jan Żmijewski.
1660. ks. Adam Maniecki.
1660–1680. ks. Mikołaj Farurey.
1680–1699. ks. Stanisław Jodłowski.
1699–1710. ks. Franciszek Przygodzki.
1711–1716. ks. Jan Fabianowski.
1716–1724. ks. Jakub Krzysztański.
1724–1728. ks. Kazimierz Sandorski.
1728–1738. ks. Jan Szmydziński.
1738–1744. ks. Józef Muradowicz.
1744–1769. ks. Jan Franciszek Dutkiewicz.
1769–1772. ks. Antoni Piasecki.
1772–1787. ks. Franciszek Chomontowski.
1787–1801. ks. Wojciech Muruński.
1801–1822. ks. Eliasz Makarowski.
1822–1825. ks. Jacenty Chrobowski (administrator).
1824–1853. ks. Antoni Sokołowski.
1853–1854. ks. Franciszek Staraszkiewicz.
1854–1877. ks. Jan Mikołajewicz.
1877. ks. Zdzisław Stasicki (administrator).
1877–1912. ks. Józef Data.
1912–1942. ks. Władysław Barcikowski.
1942–1943. o. Seweryn Jagielski OFM Conv.
1943–1951. ks. Kazimierz Lisowicz.
1951–1971. ks. Jan Latawiec.
1971–1984. ks. Ryszard Mucha.
1984– nadal ks. prał. Józef Niżnik

## Kult św. Andrzeja Boboli
W 1520 roku do Strachociny przybyli Bobolowie. 30 listopada 1591 roku urodził się Andrzej Bobola, który w 1622 roku otrzymał święcenia kapłańskie, a w 1630 roku złożył profesję wieczystą w zakonie Jezuitów. 16 maja 1657 roku został w Janowie Poleskim zamęczony przez Kozaków. 
W 1702 roku ukazał się o. Marcinowi Godebskiemu w Pińsku. W 1819 roku ukazał się o. Alojzemu Korzeniewskiemu w Wilnie. W 1853 roku beatyfikowany przez papieża Piusa IX. W 1938 roku kanonizowany przez papieża Piusa XI. W latach 1983–1987 roku ukazywał się ks. Józefowi Niżnikowi w Strachocinie.
16 maja 1988 roku odbyło się wniesienie relikwii św. Andrzeja Boboli do kościoła w Strachocinie. 19 marca 2007 roku abp Józef Michalik nadał kościołowi tytuł Sanktuarium św. Andrzeja Boboli.
1 maja 2020 roku św. Andrzej Bobola ukazał się ks. prał. Józefowi Niżnikowi i polecił, aby przekazał Polakom, że: „Maryja jest naszą Panią i Królową i tak Ją naród powinien czcić”, oraz polecił wybudowanie na Domku Pani i Królowej Polski na Bobolówce. Budowa trwała 2 lata, budowniczym domku był Adam Staszkiewicz, a witraże wykonał Grzegorz Słomka. 26 sierpnia 2023 roku abp Adam Szal dokonał poświęcenia Domku Pani i Królowej Polski

## Grupy parafialne
W parafii działają następujące grupy i stowarzyszenia: Żywy Różaniec, Domowy Kościół, Ministranci, Dzieło Pomocy Powołaniom, Schola, Akcja Katolicka, Rycerstwo Niepokalanej.